# Верин (Львовская область)
Верин (укр. Верин) — село в Розвадовской сельской общине Стрыйского района Львовской области Украины.
Население по переписи 2001 года составляло 1680 человек. Занимает площадь 1,52 км². Почтовый индекс — 81635. Телефонный код — 3241.

## Достопримечательности
Колокольня церкви святого Архистратига Михаила (XVIII в.) — памятник архитектуры местного значения, охранный номер 2330-М.
Памятник в честь отмены барщины — памятник истории местного значения, охранный номер 1601.
25 ноября 2018 был установлен Памятный крест в честь подготовки УСС.
Верин — археологический памятник, группа древних, преимущественно многослойных стоянок.
Возле села расположен ландшафтный заказник «старицы Днестра».
Вековой дуб — ботанический памятник природы.